# Gösta Sundberg (militär)
Gösta Erik Samuel Sundberg, född 10 april 1928 i Norrköpings Hedvigs församling i Östergötlands län, död 24 februari 1999 i Huddinge församling i Stockholms län, var en svensk militär.

## Biografi
Sundberg avlade studentexamen vid Försvarets läroverk 1952. Han avlade sjöofficersexamen vid Sjökrigsskolan 1954 och utnämndes samma år till fänrik i flottan, varpå han tjänstgjorde vid Marinstaben 1955–1956, studerade vid Sjökrigshögskolan 1956, befordrades till löjtnant 1956, gick torpedutbildning 1956–1957, gick Stabskursen på Marinlinjen vid Militärhögskolan 1964–1966, befordrades till kapten 1964 och tjänstgjorde vid staben i Östra militärområdet 1967–1969. Han befordrades till kommendörkapten av andra graden 1969, var detaljchef vid Marinstaben från 1969, befordrades till kommendörkapten av första graden 1971 (en militär grad som 1972 ombenämndes kommendörkapten) var chef för isbrytarförbandet 1973–1975, var chef för 11. torpedbåtsdivisionen i kustflottan 1975–1977, var stabschef vid Ostkustens örlogsbas 1977–1980 och studerade vid Försvarshögskolan 1979. Sundberg befordrades till kommendör 1980, varefter han var chef för Sektion 3 vid Marinstaben 1980–1986, och chef för Marinens officershögskola 1987–1988.
Gösta Sundberg invaldes som ledamot av Kungliga Örlogsmannasällskapet 1979.
Gösta Sundberg var son till förste kammarskrivare Ernst Jacob Sundberg och Emmy Hildegard Ström. Han gifte sig 1954 med Brita Lönegren (1931–2013).

### Utmärkelser
- Riddare av första klassen av Svärdsorden, 1972.[8]